# Assemblage
Assemblage (с англ. — «Сборище») — сборник группы Japan, выпущенный лейблом Hansa 11 сентября 1981 года. В него вошли синглы группы и композиции с альбомов Adolescent Sex, Obscure Alternatives, Quiet Life, записанные в 1977—1980 годах. Сборник достиг 26 места в UK Albums Chart, находился в чарте 46 недель и в январе 1983 года был сертифицирован BPI как «золотой». На волне успеха сборника в 1981—1983 годах лейблом Hansa были вновь изданы некоторые синглы Japan 1979—1980 годов.
В 1982 году в Великобритании лейблом Hansa была выпущена кассета Assemblage [Special Edition Double Play] с 8 бонус-треками на стороне B, в январе 1983 года в Японии эти 8 треков были изданы как японская версия сборника Assemblage. В 2004 году альбом был переиздан Sony BMG Music Entertainment с четырьмя бонус-треками и двумя бонус-видео.

## Список композиций
| №                   | Название                                                           | Автор(ы)                         | Длительность |
| ------------------- | ------------------------------------------------------------------ | -------------------------------- | ------------ |
| 1.                  | «Adolescent Sex» (сингл, 1978)                                     | Дэвид Силвиан                    | 4:15         |
| 2.                  | «Stateline» (B-side сингла «Don't Rain On My Parade», 1978)        | Дэвид Силвиан                    | 4:48         |
| 3.                  | «Communist China» (Adolescent Sex, 1978)                           | Дэвид Силвиан                    | 2:43         |
| 4.                  | «...Rhodesia» (Obscure Alternatives, 1978)                         | Дэвид Силвиан                    | 6:48         |
| 5.                  | «Suburban Berlin» (Obscure Alternatives, 1978)                     | Дэвид Силвиан                    | 5:01         |
| 6.                  | «Life in Tokyo» (сингл, 1979)                                      | Джорджо Мородер, Дэвид Силвиан   | 3:33         |
| 7.                  | «European Son» (Special Edition - Five Song - Extended Play, 1980) | Дэвид Силвиан                    | 3:40         |
| 8.                  | «All Tomorrow's Parties» (Quiet Life, 1979)                        | Лу Рид                           | 4:15         |
| 9.                  | «Quiet Life» (Quiet Life, 1979)                                    | Дэвид Силвиан                    | 4:53         |
| 10.                 | «I Second That Emotion» (сингл, 1980)                              | Смоки Робинсон, Альфред Кливленд | 3:46         |
| Общая длительность: | Общая длительность:                                                | Общая длительность:              | 43:42        |

| №  | Название                                                     | Автор(ы)                         | Длительность |
| -- | ------------------------------------------------------------ | -------------------------------- | ------------ |
| 1. | «Life In Tokyo (Special Remix)» (1982)                       | Джорджо Мородер, Дэвид Силвиан   | 6:19         |
| 2. | «European Son (Extended Remix)»                              | Дэвид Силвиан                    | 5:35         |
| 3. | «I Second That Emotion (Extended Remix)»                     | Смоки Робинсон, Альфред Кливленд | 5:15         |
| 4. | «Quiet Life» (Quiet Life, 1979)                              | Дэвид Силвиан                    | 4:53         |
| 5. | «Fall In Love With Me» (Quiet Life, 1979)                    | Дэвид Силвиан                    | 4:30         |
| 6. | «In Vogue (Live In Tokyo)» (Live In Japan, 1980)             | Дэвид Силвиан                    | 6:07         |
| 7. | «Deviation (Live In Tokyo)» (Live In Japan, 1980)            | Дэвид Силвиан                    | 3:19         |
| 8. | «Obscure Alternatives (Live In Tokyo)» (Live In Japan, 1980) | Дэвид Силвиан                    | 6:05         |

*Для Special Edition Double Play нумерация треков от 11 до 18
| №   | Название                                 | Автор(ы)                         | Длительность |
| --- | ---------------------------------------- | -------------------------------- | ------------ |
| 11. | «European Son (John Punter 12" Mix)»     | Дэвид Силвиан                    | 5:02         |
| 12. | «I Second That Emotion (12" Version)»    | Смоки Робинсон, Альфред Кливленд | 5:17         |
| 13. | «Life In Tokyo (Part 1) (Special Remix)» | Джорджо Мородер, Дэвид Силвиан   | 4:06         |
| 14. | «Life In Tokyo (Long Version)»           | Джорджо Мородер, Дэвид Силвиан   | 7:07         |
| 15. | «I Second That Emotion» (видео, 1980)    | Смоки Робинсон, Альфред Кливленд | 3:39         |
| 16. | «Life In Tokyo» (видео, 1979)            | Джорджо Мородер, Дэвид Силвиан   | 3:31         |

## Переизданные синглы
| Переиздание | Оригинал | Название               | Альбом                                      |
| ----------- | -------- | ---------------------- | ------------------------------------------- |
| 1981        | 1979     | Life in Tokyo          | —                                           |
| 1981        | 1979     | Quiet Life             | Quiet Life                                  |
| 1982        | 1980     | European Son           | Special Edition - Five Song - Extended Play |
| 1982        | 1980     | I Second That Emotion  | —                                           |
| 1983        | 1979     | All Tomorrow's Parties | Quiet Life                                  |

## Участники записи
- Дэвид Силвиан — вокал, гитара, клавишные
- Мик Карн — бас-гитара, саксофон, бэк-вокал
- Стив Джансен — ударные, клавишные, бэк-вокал
- Ричард Барбиери — клавишные, синтезатор
- Роб Дин[англ.] — гитара, бэк-вокал

### Технический персонал
- Рэй Сингер — продюсер (1—5)
- Пит Сильвер — звукорежиссёр (1—3)
- Крис Цангаридес — звукорежиссёр (4, 5)
- Джорджо Мородер — продюсер (6)
- Юрген Копперс — звукорежиссёр (6)
- Саймон Нейпир-Белл — продюсер (7, 8)
- Кит Бесси — звукорежиссёр (7,8)
- Джон Пунтер — продюсер (9, 10)
- Колин Фэрли — звукорежиссёр (9,10)

## Хит-парады
| Год  | Хит-парад       | Высшая позиция |
| ---- | --------------- | -------------- |
| 1981 | UK Albums Chart | 26             |